# Jean-Louis-Ébénézer Reynier
Pour les articles homonymes, voir Reynier.
Jean-Louis-Ébénézer Reynier, né le 14 janvier 1771 à Lausanne en Suisse et mort le 27 février 1814 à Paris, est un général français de la Révolution et du Premier Empire.

## Biographie

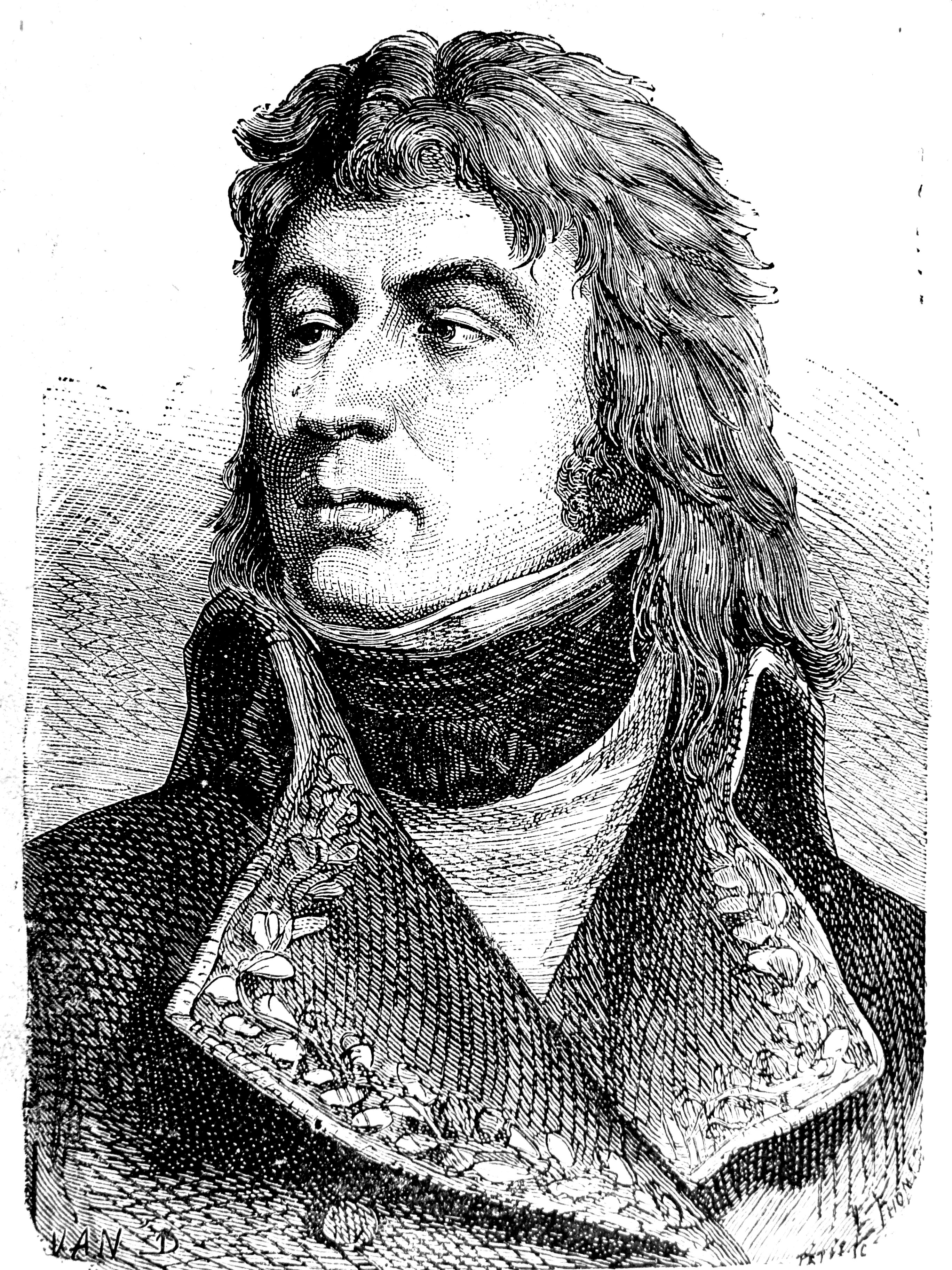
Portrait du comte de Reynier par Yan' Dargent.

### Les guerres de la Révolution et la campagne d'Égypte
Il entre comme aspirant à l'école des Ponts et Chaussées de Paris en mai 1790, et le 2 septembre 1792 il est canonnier volontaire, incorporé avec sa compagnie au bataillon du Théâtre-Français le 3 septembre 1792. Affecté à l'armée de Dumouriez, il est rappelé à Paris le 30 septembre suivant pour être employé comme ingénieur aux travaux de fortification commencés dans la plaine Saint-Denis. Capitaine adjoint aux adjudants-généraux de l'armée du Nord le 21 octobre 1792, il sert à Jemappes le 6 novembre, au siège de Maastricht en février 1793, et à Neerwinden le 18 mars suivant. Le 5 septembre 1793 il est nommé adjudant-général chef de bataillon par les représentants en mission Bentabole et Delmas, et le 17 février 1794 il est nommé adjudant-général chef de brigade et chef d'état-major de la division Souham par le représentant en mission Florent-Guiot. Il est nommé général de brigade provisoire par le représentant en mission Richard le 13 juin 1794, mais il refuse cette promotion en alléguant qu'il est trop jeune, mais remplace cependant Macdonald à la tête de sa brigade à la 1re division de l'armée du Nord.
Il participe à la conquête de la Hollande, au passage du Wahal le 10 janvier 1795, et il est promu général de brigade le 13 janvier 1795. Chef d'état-major provisoire à l'armée du Nord à la place de Liébert, il reprend le commandement de sa brigade à l'arrivée de Des Bruslys le 13 juillet suivant. Employé à l'armée de Rhin-et-Moselle sous Moreau, comme chef d'état-major le 14 mars 1796, il est élevé au grade de général de division le 1er novembre 1796.
Admis au traitement de réforme le 7 décembre 1797, il est envoyé le 26 mars 1798 comme général de division à l'armée d'Orient. En mission à Lyon le 10 avril, il retourne en Égypte, où il commande le 20 avril une division formée des 9e et 85e de ligne, du 22e régiment de chasseurs à cheval et du 18e régiment de dragons. Il occupe l'île de Gozo le 10 juin, sert aux Pyramides le 21 juillet, il est vainqueur des mamelucks à El-Khânka le 5 août, il devient gouverneur de la province de Charkieh le 12 août, et repousse les arabes de Bilbéis. Le 23 janvier 1799 il participe à la campagne en Syrie, s'empare du fort d'El Arish le 9 février, sert à Héliopolis le 20 mars 1800, à la prise de Bilbéis les 21 et 22 mars, à Koraïn le 23 mars, à la répression de la révolte du Caire le 10 avril, et commande la droite à la bataille de Canope le 21 mars 1801.
Après l'assassinat de Kléber le 14 juin 1800, Menou lui succède. Mais l'incapacité de Menou amène un vent de rébellion dans l'armée, et après la défaite de Canope, Reynier fait ouvertement de l'opposition au général en chef, qui le fait arrêter le 14 mai 1801 par le général Destaing, et l'expulse vers la France sur Le Lodi. Débarqué à Nice le 28 juin 1801, il est renvoyé dans ses foyers avec le traitement d'activité le 31 juillet suivant. Mis en non activité le 23 septembre 1801, il publie un ouvrage sur l'Égypte où il critique Menou. L'ouvrage sera saisi sur ordre du Premier Consul. L'affaire s'achève l'année suivante le 5 mai 1802, par un duel où Destaing est tué par Reynier. Pour ce motif ce dernier est exilé de Paris, où en 1801 il fut parmi les fondateurs de l'"Ordre des Sophisiens", qui réunissait  seulement des  maîtres maçons , et il  est mis à la disposition du général commandant les troupes stationnées sur le territoire de la République Italienne le 29 septembre 1803. Le 13 décembre il commande les troupes stationnées à Toulon, puis la 2e division du corps d'observation de Naples sous Gouvion-Saint-Cyr le 5 octobre 1804.

### Général de l'Empire

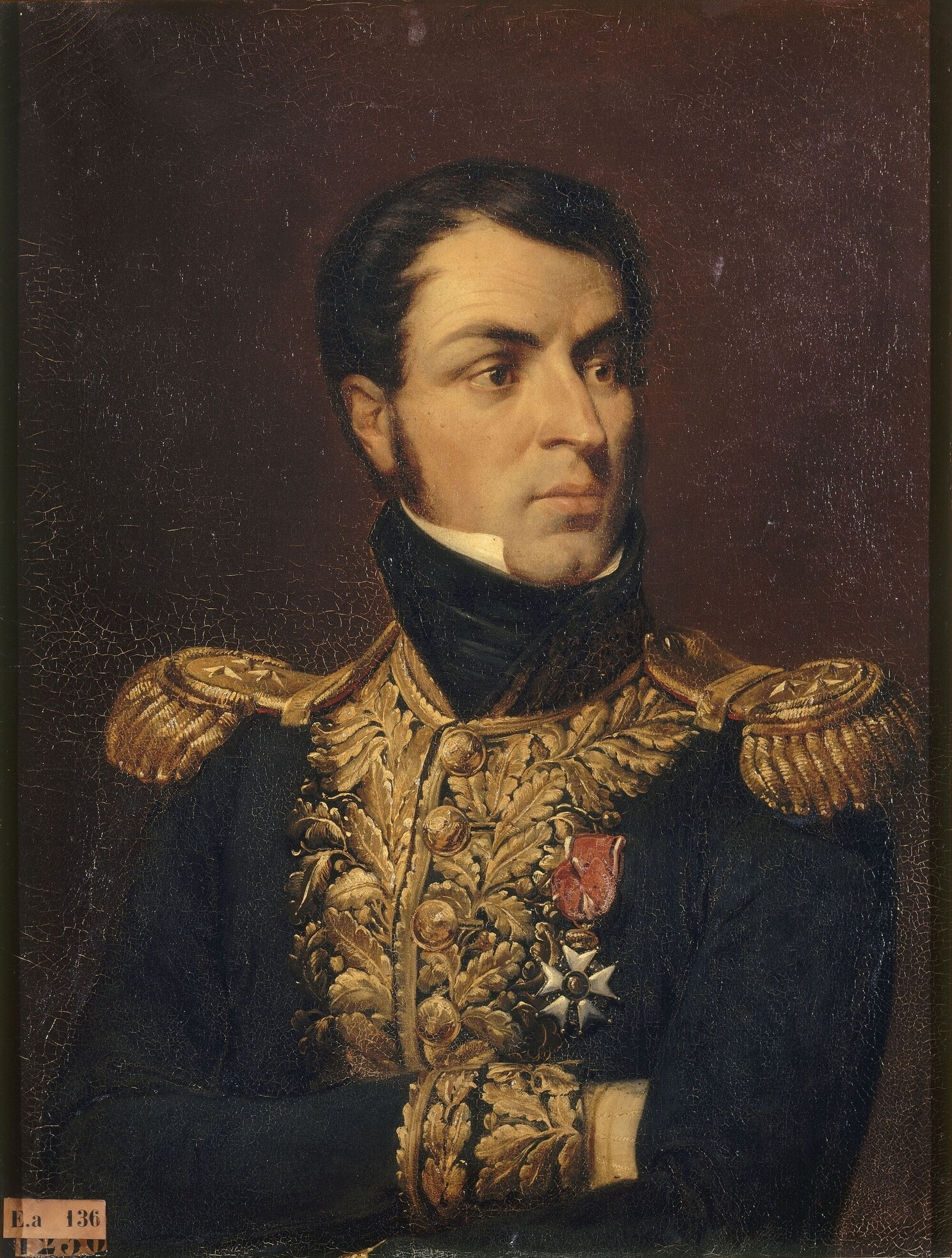
Jean-Louis-Ébénézer Reynier.

Le 19 août 1805 il suit le général Gouvion-Saint-Cyr son chef en Vénétie, et à la tête de la 1re division du corps d'observation de Naples en octobre 1805, il est vainqueur du prince de Rohan qu'il fait prisonnier avec tout son corps d'armée à la bataille de Castelfranco le 24 novembre 1805. En janvier 1806 il commande l'aile droite de l'armée de Naples sous Masséna, et il met le siège devant Gaète le 12 février 1806. Le 27 février il prend le commandement du 2e corps de l'armée de Naples, chargé de conquérir la Calabre. Vainqueur à Campo Tenese le 9 mars, il est nommé grand officier de la Légion d'honneur le 4 mai 1806. Vaincu par les Anglo-Siciliens à Maida le 4 juillet 1806, il prend le commandement de l'armée française en Calabre à la place de Masséna le 12 janvier 1807. S'empare d'Amantea le 6 février, vainqueur à Mileto le 27 mai, s'empare de Crotone le 10 juin, assiège Scilla le 31 décembre, et s'en empare le 7 février 1808, ainsi que le fort voisin le 15 février. Remplacé par Maurice Mathieu au commandement du corps d'armée de Calabre, il devient ministre de la Marine et de la Guerre du royaume de Naples, et commandant provisoire de l'armée de Naples à la place de Jourdan le 31 juillet 1808. Il y reçoit la croix de Grand dignitaire de l'Ordre royal des Deux-Siciles. 
Envoyé en 1809 à la Grande Armée en Autriche, il devient gouverneur de l'île de Lobau le 2 juillet 1809, et le 9 juillet il est désigné pour commander le corps d'armée Saxon sous les ordres du prince Eugène de Beauharnais. Appelé à Paris le 30 octobre 1809 pour prendre le commandement de la 2e division de réserve de l'armée d'Espagne, il devient commandant en chef du 2e corps d'armée, à la place du général Heudelet le 31 janvier 1810. En février 1810, il se trouve dans la haute Estrémadure, et le 17 avril suivant il est à la tête du 2e corps de l'armée du Portugal sous Masséna. Il se couvre de gloire au siège de Ciudad-Rodrigo, puis à celui d'Almeida en juillet-août, commande la gauche à la bataille de Buçaco le 27 septembre, vainqueur à Sobral le 9 octobre, commande la gauche française devant les lignes de Torres Vedras le 12 octobre, ainsi qu'à Santarem le 18 novembre, et à Sabugal le 3 avril 1811, puis commande l'aile droite de l'armée à la bataille de Fuentes de Oñoro du 3 au 5 mai 1811. Il est créé comte de l'Empire le 25 mai 1811, et commandant en second de l'armée du Portugal sous Marmont en juin 1811.
Appelé à la Grande Armée le 23 janvier 1812, il commande le 7e corps d'armée, principalement composé de troupes saxonnes, le 3 mars suivant. Il participe à la campagne de Russie où, le 12 août 1812, il est vainqueur à Gorodechtna. Pendant la retraite de Russie, il est battu à Lapenitza le 13 novembre, remporte un succès provisoire à Wolkowisk le 16 novembre, puis regagne le duché de Varsovie pour ses quartiers d'hiver. Surpris par l'offensive russe, il est battu à Kalisz le 13 février 1813, et il se retire à Glogau le 19 février, à Bautzen le 2 mars, puis à Dresde. Le 12 mars 1813, lors de la campagne de Saxe, il commande le 7e corps saxon reconstitué. Il est fait grand-croix de l'ordre de la Réunion le 3 avril 1813. Le 22 mai, il sert à Reichenbach, et il prend Görlitz le 23 mai. En août 1813 il passe sous le commandement de Oudinot, et il se trouve à la bataille de Gross Beeren le 23 août. Le 4 septembre il passe sous le commandement du maréchal Ney, il sert à Dennewitz le 6 septembre, occupe Dessau le 25 septembre, fait lever le siège de Wittenberg le 12 octobre, se signale à la bataille de Leipzig le 18 octobre, où il est abandonné par les troupes saxonnes qui se retournent sur le champ de bataille contre les Français. Fait prisonnier dans Leipzig le 19 octobre, il est échangé et rentre en France le 12 février 1814. 
Il meurt à Paris le 27 février 1814, âgé de 43 ans.

## Famille
Le général Reynier a une fille unique, Louise (1814-1830), née de son mariage avec Marie-Lovely (31 août 1794 - Paris ✝ 10 avril 1821 - Paris Ier), fille de Barthélémy François Rolland de Chambaudoin, préfet de l'Eure.

## Dotation
- Le 16 mars 1810 et le 3 janvier 1812, donataire d’une rente de 40 000 francs sur les biens réservés en Galice et sur Naples.

## Armoiries
| Figure | Nom du comte et blasonnement |
| ------ | --- |
|        | Armes du comte Jean-Louis-Ébénézer Reynier et de l’Empire, décret du 1er janvier 1810, lettres patentes du 25 mai 1811, grand officier de la Légion d'honneur, D'or, à trois pals d'azur, à la bande d'azur, brochant sur le tout et ch. d'une étoile d'argent traversée d'une épée du même, posée dans le sens de la bande - D'or, à trois pals d'azur, chargés d'une bande du même, surchargés d'une étoile à six raies d'argent, traversée d'une épée haute du même ; franc-quartier des comtes tirés de l'armée brochant au neuvième de l'écu - Livrées : bleu, jaune, blanc |

## Distinctions

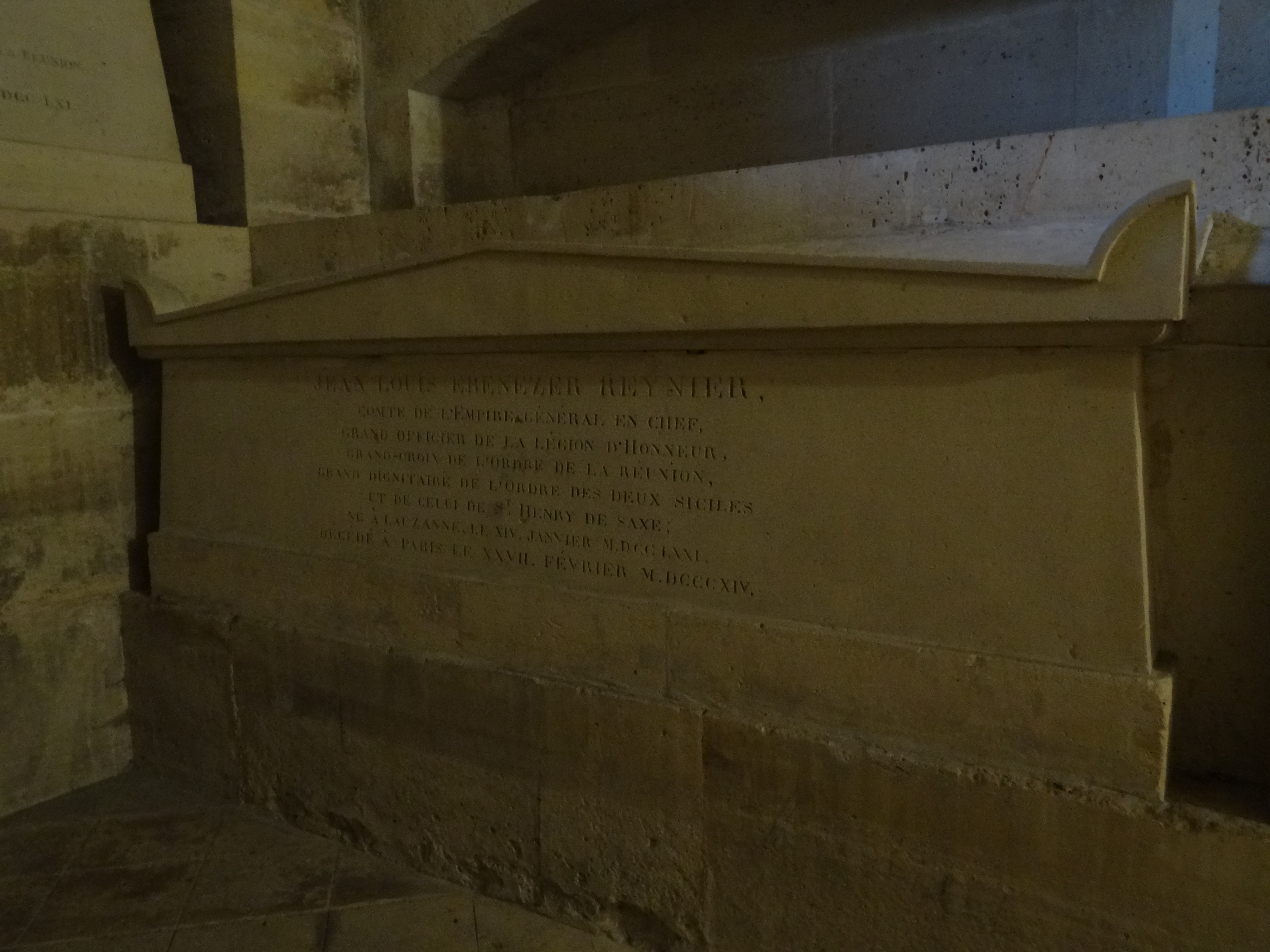
Le tombeau de Jean-Louis-Ébénézer Reynier au Panthéon.

- Il fait partie des 558 officiers à avoir son nom gravé sous l'Arc de triomphe de l'Étoile.
- Il est inhumé au Panthéon de Paris.
- Comte de l'Empire
- Grand-officier de la Légion d'Honneur
- Grand-cordon de l'ordre de la Réunion
- Grand-dignitaire de l'ordre des Deux-Siciles
- Grand'croix de l'ordre de Saint-Henri de Saxe

## Publication
- Jean-Louis-Ébénézer Reynier, Mémoires du comte Reynier, général de division : Campagne d’Égypte, Paris, Éd. Baudouin frères, coll. « Mémoires des contemporains », 1827, 2 vol. in-8° (lire en ligne). — Rédigés par Isidore Langlois. Publiés à la suite de : Mémoires du maréchal Berthier… : Campagne d’Égypte (également rédigés par Isidore Langlois).

## Sources
- « Jean-Louis-Ébénézer Reynier », dans Charles Mullié, Biographie des célébrités militaires des armées de terre et de mer de 1789 à 1850, 1852 [détail de l’édition]
- Thierry Pouliquen, « Les généraux français et étrangers ayant servis [sic] dans la Grande Armée » (consulté le 19 novembre 2014)
- « La noblesse d’Empire » (consulté le 19 novembre 2014)
- Georges Six, Dictionnaire biographique des généraux & amiraux français de la Révolution et de l'Empire (1792-1814), Paris : Librairie G. Saffroy, 1934, 2 vol., p. 364-365
- Vicomte Révérend, Armorial du Premier Empire, tome 4, Honoré Champion, libraire, Paris, 1897, p. 135.